# Липовица (река)
Липовица (в верховье Большая Липовица) — река в Тамбовской области России, левый приток Цны (бассейн Волги). Длина реки составляет 52 км, площадь водосборного бассейна — 1160 км².
Липовица образуется под названием Большая Липовица, меняя название при впадении Сухой Липовицы. В некоторых источниках в качестве верхнего течения Липовицы может рассматриваться Сухая Липовица или Большая Липовица.
Река течёт в юго-восточном направлении. Устье реки находится в 375 км по левому берегу реки Цны.

## Данные водного реестра

Бассейн Мокши

По данным государственного водного реестра России относится к Окскому бассейновому округу, водохозяйственный участок реки — Цна от истока до города Тамбов, речной подбассейн реки — Мокша. Речной бассейн реки — Ока.
Код объекта в государственном водном реестре — 09010200212110000028779.